# کیتولدورا
کیتولدورا (به لاتین: Kituldora) یک منطقهٔ مسکونی در سری‌لانکا است که در استان مرکزی (سری‌لانکا) واقع شده‌است.